# Dercas gobrias
Dercas gobrias is een vlindersoort uit de familie van de Pieridae (witjes), onderfamilie Coliadinae.
Dercas gobrias werd in 1864 beschreven door Hewitson.